# AIPAC
AIPAC (American Israel Public Affairs Committee) – pro-izraelska organizacja lobbingowa wywierająca wpływ na struktury władzy ustawodawczej i wykonawczej Stanów Zjednoczonych.
AIPAC zostało założone w 1954 roku przez Isaiaha L. Kenena, lobbystę rządu Izraela, częściowo w celu przeciwdziałania negatywnym reakcjom międzynarodowym na masakrę palestyńskich mieszkańców w Kibji dokonaną przez siły izraelskie w tym październiku tego samego roku.
Zwolennicy AIPAC twierdzą, że jego dwupartyjny charakter można dostrzec na corocznej konferencji politycznej, w której w 2016 r. uczestniczyli kandydaci obu głównych partii: demokratka Hillary Clinton i republikanin Donald Trump.
AIPAC było zamieszane w aferę szpiegowską z 2004 roku, kiedy to jeden z byłych pracowników Departament Obrony USA, Lawrence Franklin, przekazywał lobbystom AIPAC tajne informacje na temat polityki USA względem Iranu.
AIPAC uważa, że nie musi rejestrować się zgodnie z ustawą o rejestracji agentów zagranicznych (FARA), gdyż utrzymuje, że jest grupą finansowaną z prywatnych darowizn i nie otrzymuje „żadnej pomocy finansowej” od Izraela ani żadnej innej grupy zagranicznej.